# 贝诺尔赛姆
贝诺尔赛姆（法語：Bernolsheim，发音：[bɛʁnɔlsaim]）是法国下莱茵省的一个市镇，属于阿格诺-维桑堡区（Haguenau-Wissembourg）和布吕马特县（Brumath）。该市镇总面积3.39平方公里，2009年时的人口为609人。

## 人口
贝诺尔赛姆人口变化图示